# Madsens største – fyrre af de fede
Madsens største – fyrre af de fede er det første opsamlingsalbum fra den danske rockmusiker Johnny Madsen, udgivet i 1996.

## Numre

### 1. del
1. "Johnny" (nyudgivet studienummer) – 3:06
2. "Udenfor sæsonen" – 4:08
3. "En sølvmåge lander..." – 6:12
4. "Flyver blues" – 1:28
5. "Heroes" – 3:54
6. "Stjernenat" – 3:52
7. "Ta' mod vest" – 	2:07
8. "Æ møt her te' en bal" – 2:35
9. "Færgemanden" – 4:06
10. "Billy og Villy" – 3:09
11. "Chinatown, yellow moon og den sorte fugl" (live) – 4:00
12. "Akvariefisk" – 2:53
13. "Terylene bukser" – 3:51
14. "One Man Band" – 5:17
15. "Drengeleg" – 2:23
16. "Sergei og Johnny" – 3:51
17. "Jens Oluf" – 2:53
18. "Sanduglen og natørnen" – 3:39
19. "Digt fra vest" – 2:29
20. "Æ kør' o æ motorvej" (live) – 5:27

### 2. del
1. "Bakketoppen" (nyudgivet studienummer) – 2:52
2. "En at bli' som" (med Hobo Ekspressen) – 3:24
3. "Johnny The Blues" – 4:15
4. "Hjemad" – 3:45
5. "Nattegn" – 3:18
6. "Jenny" – 4:19
7. "Griseriet på Bounty" – 4:18
8. "Manden med stråhatten" – 3:56
9. "Ses vi i Slesvig" – 3:27
10. "Mandolinspilleren" – 2:08
11. "Blå måne over Themsen" (med Dalton) – 3:30
12. "Mona Lisa" – 3:38
13. "Der ligger sne på Coney Island" – 2:52
14. "Get Along" – 3:24
15. "Jim og Joe" – 3:09
16. "Vinden vender" – 4:24
17. "Jokerman" (1995-version) – 2:49
18. "Sølver bue" – 3:24
19. "Natkatten og rockulven" – 2:56
20. "Johnny vær go'" (live) – 6:40